# 後藤ガット

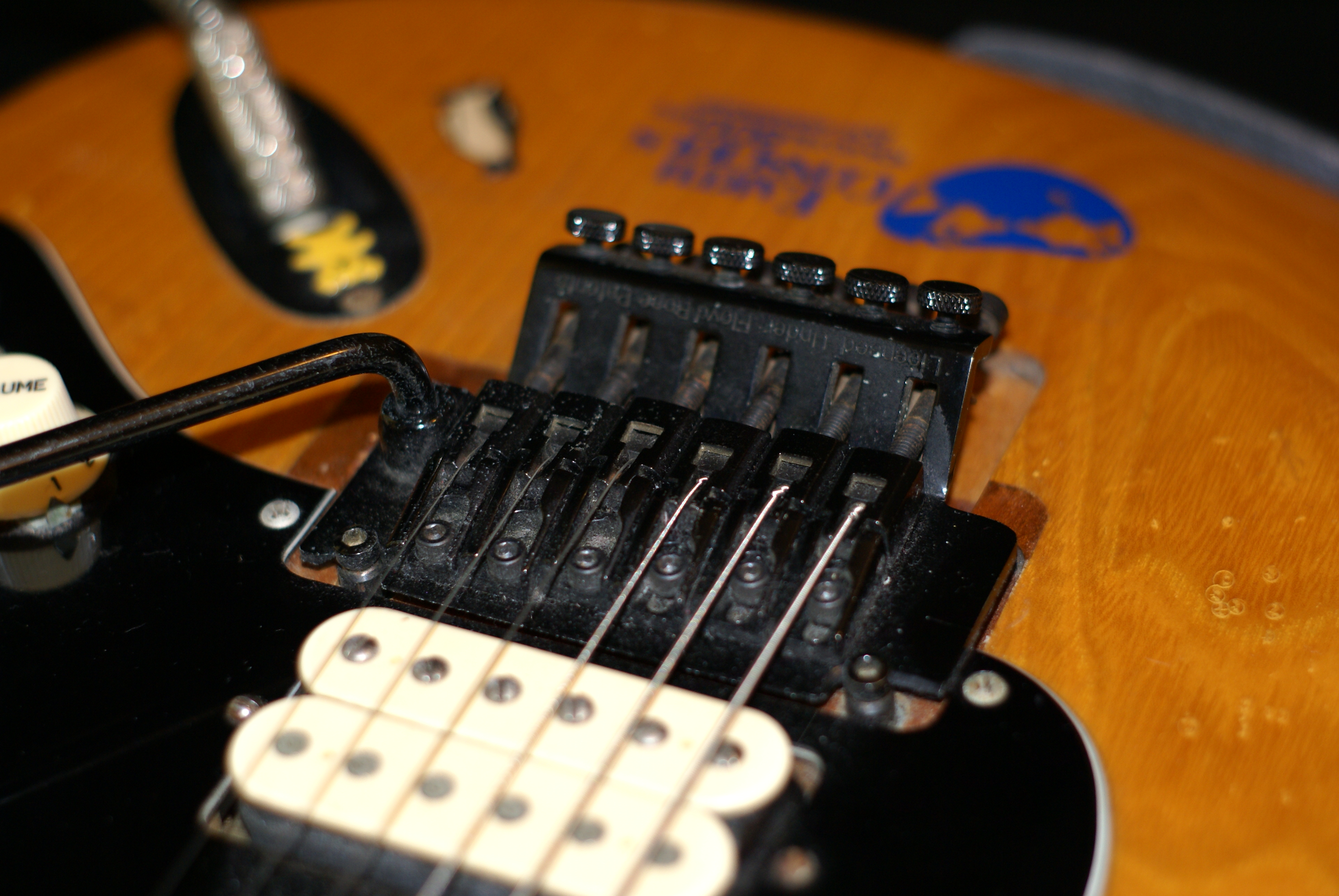
後藤ガットのGE1996T

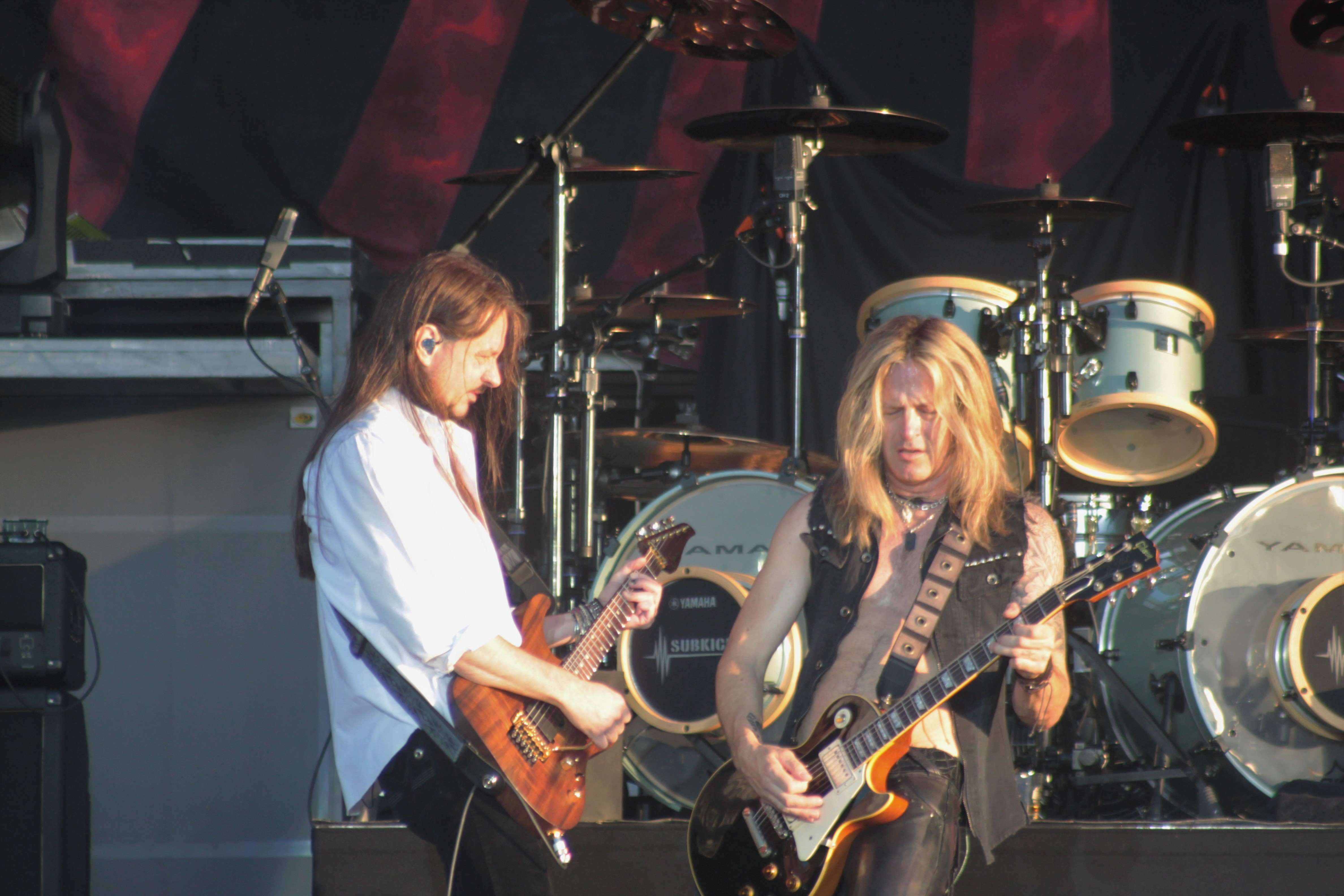
「GE1996T」の搭載ギターを使用するレブ・ビーチ

後藤ガット有限会社（ごとうガット、英: GOTOH GUT Co., Ltd.）は、群馬県伊勢崎市にある楽器部品メーカー。「GOTOH」「G-GOTOH」「ゴトー」などのブランド名で知られる。

## 概要
1950年、後藤正夫によって前身企業の後藤ガット研究所が創業され、バイオリンやガット・ギターの部品製造を行うようになる。1960年には有限会社として法人化された。1986年にフロイド・ローズ社、1998年にウィルキンソン社とライセンス契約を結び、以降はブリッジやトレモロのOEM生産も行っている。

## 製品
主にギター、ウクレレ、マンドリンなどの糸巻き、電気ギター、ベースギターのブリッジなどを製造している。製品の評価は世界的にも非常に高く、マーティン社やサー、ジェームスタイラー、トム・アンダーソン、アイバニーズの製品を始め、さまざまな高級楽器メーカーに純正部品として採用されている。
ギター用のブリッジはフェンダーのストラトキャスターやテレキャスター、ギブソンの「チューン・O・マティック」の純正互換品の他、現代的なナイフ・エッジ・タイプのシンクロナイズド・トレモロユニット「510T」シリーズや、前述のようにフロイド・ローズのライセンス供与を受け、独自の改良を施した「GE1996T」などが有名である。ベース用のブリッジではフェンダーの純正互換品のほか、バダス・タイプなども製造している。
フラグシップモデルには「510T」シリーズや「SG510」シリーズなどのように、製品名へ"510(ゴトー)"のナンバリングが挿入される。

### 主な共同開発品・OEM品
ゴトーではしばしば様々なビルダーや楽器メーカーと共同開発の元、OEM製造を行っている。以下は主なモデル一覧。
- フェンダー 『099-2040-000』(赤ラベル)

フェンダーUSAリイシューやフェンダー・カスタム・ショップで採用されているクルーソン式ペグ。裏面にはJAPANの刻印がある。フェンダーメキシコやスクワイアなどの廉価版で採用されている同名の商品名で、黒ラベルで包装されているものは韓国の別会社製造のものである。これらの製品には刻印などが入っていない。
- フェンダー 『099-2040-200』

上記の099-2040-000にゴールドメッキが施されたクルーソン式ペグ。
- フェンダー 『007-2272-000』

フェンダー・カスタム・ショップで採用されているマグナムロックを搭載したクルーソン式ペグ。
- ウィルキンソン By ゴトー 『VS100N』

ウィルキンソントレモロを元にゴトーの独自技術であるスタッドロック機能やアームの調節機構を搭載させたトレモロモデル。
- ウィルキンソン By ゴトー 『VG300』

ジェームス・タイラーが元来のトレモロであるVS100Nの派生型をゴトー社とウィルキンソン社に提案し、開発が実現されたトレモロモデル。主にサドルがプレスプレートへと変更となり、イントネーション調節機構が独自の方式になっている。
- ジョン・サー By ゴトー 『1055』

2006年に1133の派生型としてジョン・サーと共に共同開発したトレモロモデル。サドルの弦間が11.3mmから10.5mmへと変更されている。サーのギターに搭載される他、AllPartsから販売されていた。510Tの開発とともに製造中止となった。
- ジョン・サー By ゴトー 『1088』

2006年に1133の派生型としてジョン・サーと共に共同開発したトレモロモデル。サドルの弦間が11.3mmから10.8mmへと変更されている。サーのギターに搭載される他、AllPartsから販売されていた。510Tの開発とともに製造中止となった。
- サー 『Suhr Locking Tuners』

2013年からSGシリーズの派生型のロックペグを開発した。ゴトーの独自技術である『Rock-Solid』を搭載させている。
- アイバニーズ 『Edge-Zero トレモロシリーズ』

アイバニーズと共同開発しているトレモロシリーズ。ゴトーの独自技術であるスタッドロック機能などを搭載させている。